# أرت مونك
أرت مونك (بالإنجليزية: Art Monk) هو لاعب كرة قدم أمريكية أمريكي، ولد في 5 ديسمبر 1957 في وايت بلينس في الولايات المتحدة.

## وصلات خارجية
- أرت مونك على موقع إي إس بي إن.كوم (أن.أف.أل)3
- أرت مونك على موقع مرجع كرة القدم المحترفة.كوم (الإنجليزية)
- أرت مونك على موقع كلية كرة القدم في سبورتس رفرنس.كوم (الإنجليزية)
- أرت مونك على موقع إن إن دي بي (الإنجليزية)